# GBU-10 Paveway II
Die GBU-10 Paveway II ist eine US-amerikanische lasergelenkte Bombe, die auf der Basis der Mark 84 Mehrzweck-Freifallbombe entwickelt  wurde. Die GBU-10 gehört zur Paveway-Serie. Diese Bombe wurde ab dem Jahr 1976 eingesetzt. Die US Navy, Air Force und Marine Corps der Vereinigten Staaten sowie die Royal Australian Air Force und der anderen Mitglieder der NATO setzen GBU-10 ein.
Die GBU-10 und die anderen Bomben der Paveway-Serie wurden von Lockheed Martin und Raytheon entwickelt. Entwicklungszentren von GBU-10 sind in Arizona, Texas und New Mexico.